# Crocus
Crocus es un género de plantas bulbosas perennes perteneciente a la familia Iridaceae. Con más de 80 especies, el género está ampliamente distribuido en África del Norte, Asia y Europa. Es el único género de la tribu Croceae.

## Descripción
Son plantas perennes cuyo órgano subterráneo de reserva es un cormo. Los cormos de las diferentes especies varían mucho en tamaño y forma. Las túnicas del cormo, o sea, las cubiertas más externas del cormo formadas por las bases foliares expandidas, también varían mucho entre especies. Así, hay especies con túnicas papiráceas, fibrosas o con la textura de la cáscara de un huevo. Además, las especies con túnicas fibrosas pueden tener las fibras de las túnicas dispuestas en forma paralela, o bien, reticulada. 
Los crocos son plantas pequeñas, cuyas flores no superan los 15 cm de altura, aunque las hojas pueden ser considerablemente más largas. Las hojas de todas las especies presentan una característica estría blanca central que permite identificarlas fácilmente. 
Las flores presentan un perigonio acampanado compuesto de 6 tépalos distribuidos en dos series de tres. Los externos son frecuentemente un poco más grandes que los internos. Los tépalos están unidos en su parte inferior, formando un tubo muy largo, que emerge desde el suelo. El color de los pétalos es bastante diverso dentro de la gama del blanco, amarillo y púrpura, con muchísimos tonos y combinaciones de los colores básicos. Las flores son actinomorfas y hermafroditas, tienen 3 estambres y las anteras pueden ser amarillas, blancas o negras. El polen puede ser de color blanco o amarillo. El ovario es ínfero, trilocular, con los lóculos pluriovulados. El estilo se extiende por el centro de la flor entre las anteras y se halla dividido en 3 o más ramas. El tipo de ramificación del estilo es una característica importante para distinguir las diferentes especies. Muchas especies tienen una deliciosa fragancia a miel. 
La polinización  en Crocus es entomófila y la llevan a cabo abejas, avispas y mariposas.  El ovario es subterráneo y, a medida que las semillas van madurando, es empujado hacia arriba por el tallo que se va elongando. De este modo las semillas en desarrollo quedan protegidas de los herbívoros hasta el momento en que se hallan listas para su dispersión. Las semillas en general ya están maduras en el momento en que las hojas se secan. El fruto es una cápsula dehiscente por tres valvas.
Algunas especies florecen en el otoño, antes, conjuntamente o después de que emergen las hojas, otras florecen en el invierno y, finalmente, otras lo hacen en la primavera. 

Detalle de la flor de Crocus, se aprecian las tres anteras y, por dentro, el estilo y las ramas estigmáticas.

## Usos
Por ser tan variables en su época de floración y de colores tan brillantes son muy apreciadas en jardinería. Se conocen más de cien especies y subespecies de crocos, de las que se cultivan unas 30. 
El azafrán, utilizado en la cocina de muchos países, son los estigmas secos de Crocus sativus, una especie que florece en otoño. 

## Taxonomía
El género fue descrito por Carlos Linneo y publicado en Species Plantarum 1: 36. 1753.
Etimología
Crocus: nombre genérico que deriva de la palabra griega:
κρόκος ( krokos ). Esta, a su vez, es probablemente una palabra tomada de una lengua semítica, relacionada con el hebreo כרכום karkom, arameo ܟܟܘܪܟܟܡܡܐ kurkama y árabe كركم kurkum, lo que significa "azafrán" (Crocus sativus), "azafrán amarillo" o la cúrcuma (ver Curcuma). La palabra en última instancia se remonta al sánscrito kunkumam (कुङ्कुमं) para "azafrán" a menos que sea en sí mismo descendiente de la palabra semita.

## Especies deCrocus
La taxonomía del género está basada en la presencia o ausencia de una espata basal, en las características de las túnicas del cormo y de las ramas del estilo.   
1 Subgénero  Crocus
A. Sección Crocus
Serie Kotschyani
- Crocus autranii
- Crocus gilanicus
- Crocus karduchorum
- Crocus kotschyanus
- Crocus ochroleucus
- Crocus scharojanii
- Crocus vallicola

Serie Longiflori
- Crocus goulimyi
- Crocus longiflorus Raf. - azafrán de Sicilia[5]
- Crocus medius
- Crocus niveus
- Crocus serotinus

Serie Scardici
- Crocus pelistericus
- Crocus scardicus

Serie Verni
- Crocus baytopiorum
- Crocus etruscus
- Crocus kosaninii
- Crocus tommasinianus
- Crocus vernus (L.) Hill - azafrán silvestre,[5] crocus de primavera, crocus neerlandés

Serie Versicolores
- Crocus cambessedesii
- Crocus corsicus
- Crocus imperati
- Crocus malyi
- Crocus minimus
- Crocus versicolor

Serie Crocus
- Crocus asumaniae
- Crocus cartwrightianus
- Crocus hadriaticus
- Crocus mathewii
- Crocus moabiticus
- Crocus oreocreticus
- Crocus pallasii
- Crocus sativus L. - azafrán común[5]
- Crocus thomasii

B. Sección Nudiscapus
Serie Aleppici
- Crocus aleppicus
- Crocus boulosii
- Crocus veneris
- Crocus saris

Serie Biflori
- Crocus adanensis
- Crocus aerius
- Crocus almehensis
- Crocus biflorus
- Crocus caspius
- Crocus chrysanthus
- Crocus cyprius
- Crocus danfordiae
- Crocus hartmannianus
- Crocus kerndorffiorum
- Crocus leichtlinii
- Crocus paschei
- Crocus pestalozzae
- Crocus wattiorum

Serie Carpetani
- Crocus carpetanus
- Crocus nevadensis

Serie Flavi
- Crocus antalyensis
- Crocus candidus
- Crocus flavus - crocus amarillo
- Crocus graveolens
- Crocus hyemalis
- Crocus olivieri
- Crocus vitellinus

Serie Intertexti
- Crocus fleischeri

Serie Laevigatae
- Crocus boryi
- Crocus laevigatus
- Crocus tournefortii

Serie Orientales
- Crocus alatavicus
- Crocus korolkowii
- Crocus michelsonii

Serie Reticulati
- Crocus abantensis
- Crocus ancyrensis
- Crocus angustifolius - ropa de oro
- Crocus cancellatus
- Crocus cvijicii
- Crocus dalmaticus
- Crocus gargaricus
- Crocus hermoneus
- Crocus reticulatus
- Crocus robertianus
- Crocus rujanensis
- Crocus sieberi
- Crocus sieheanus

Serie Speciosi
- Crocus speciosus - crocus de otoño
- Crocus pulchellus

2. Subgénero Crociris
- Crocus banaticus

El cólquico (Colchicum autumnale) se conoce popularmente como azafrán bastardo, aunque pertenece a la familia de las liliáceas.

## Galería

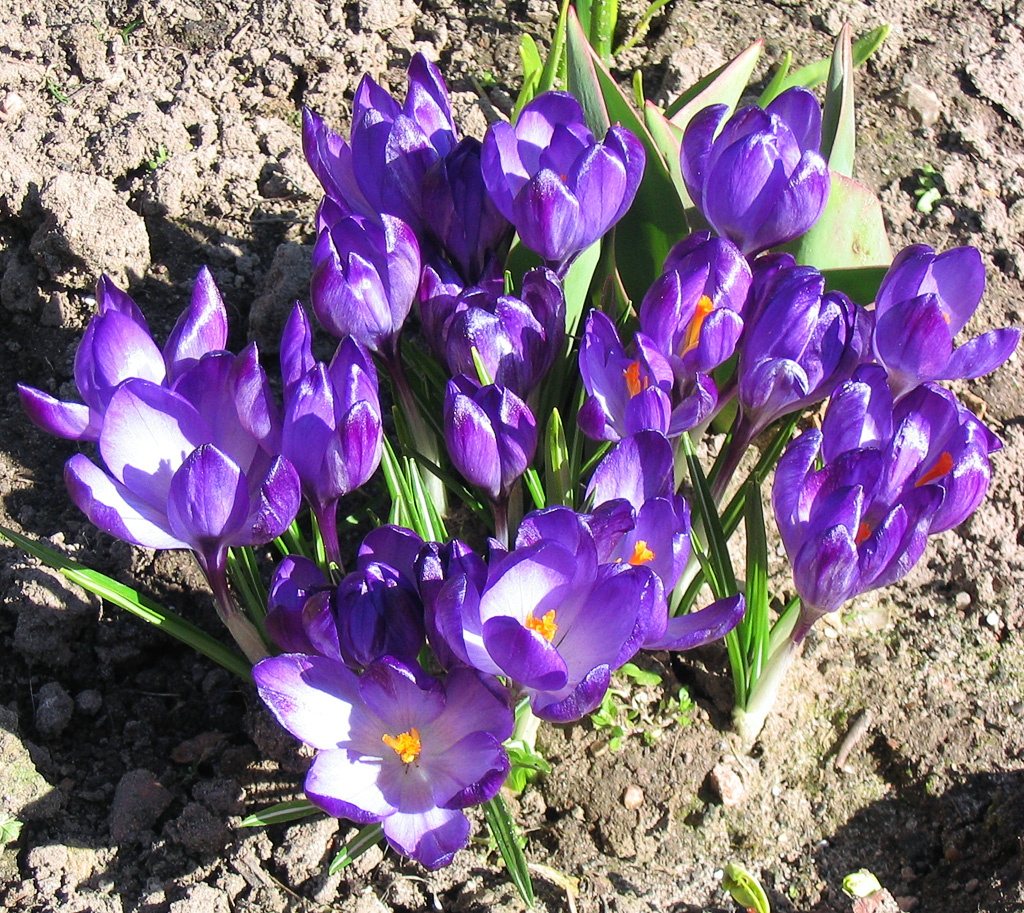
Forma de la flor del género Crocus
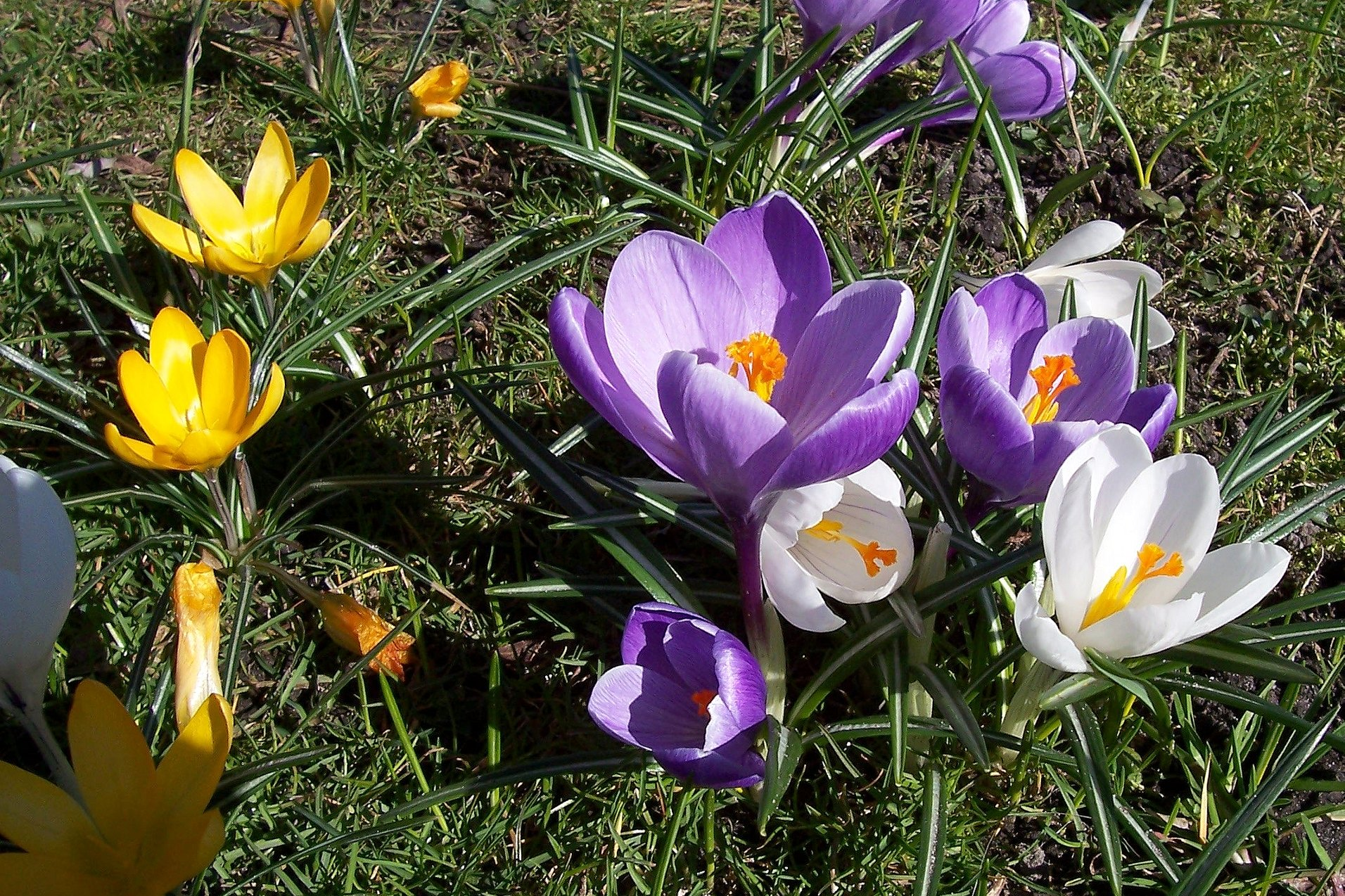
Diversos híbridos del género Crocus
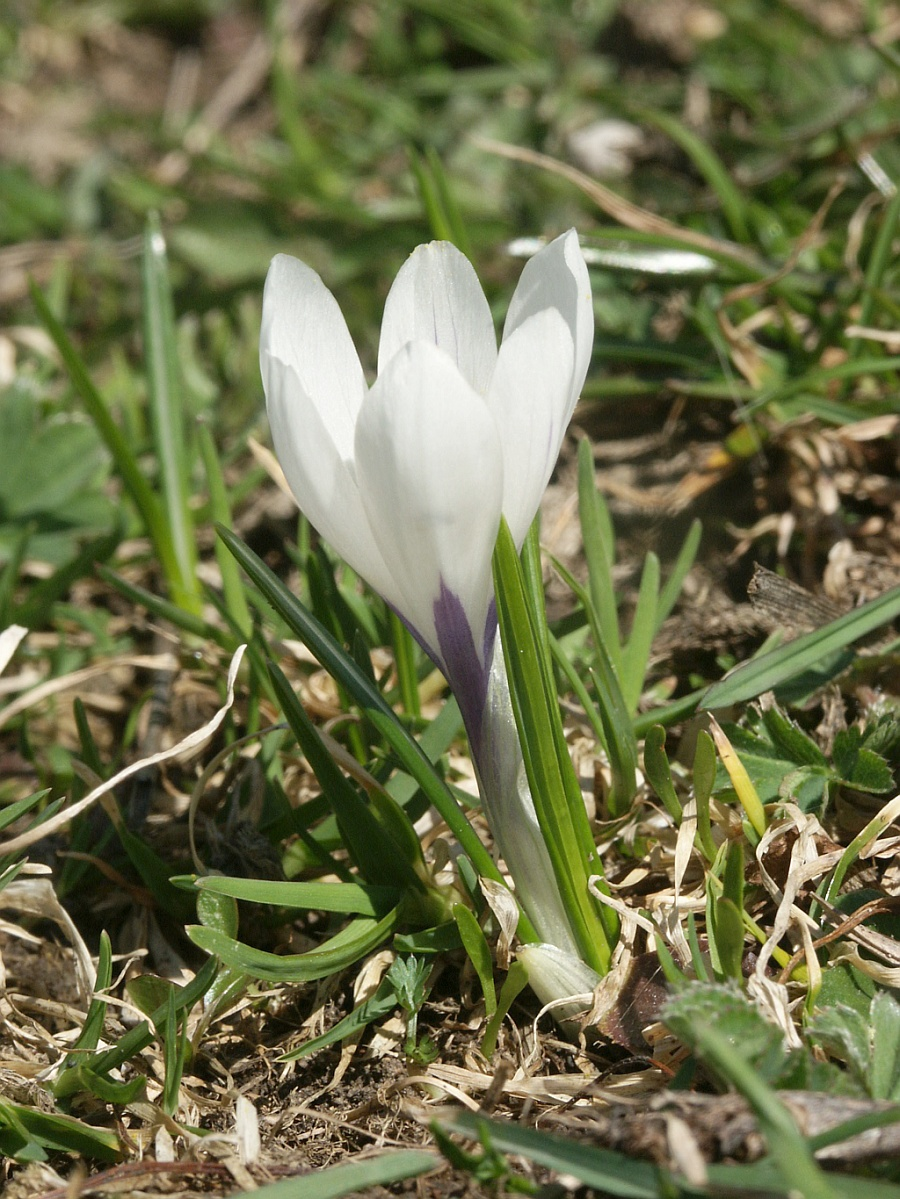
Crocus vernus subsp. albiflorus
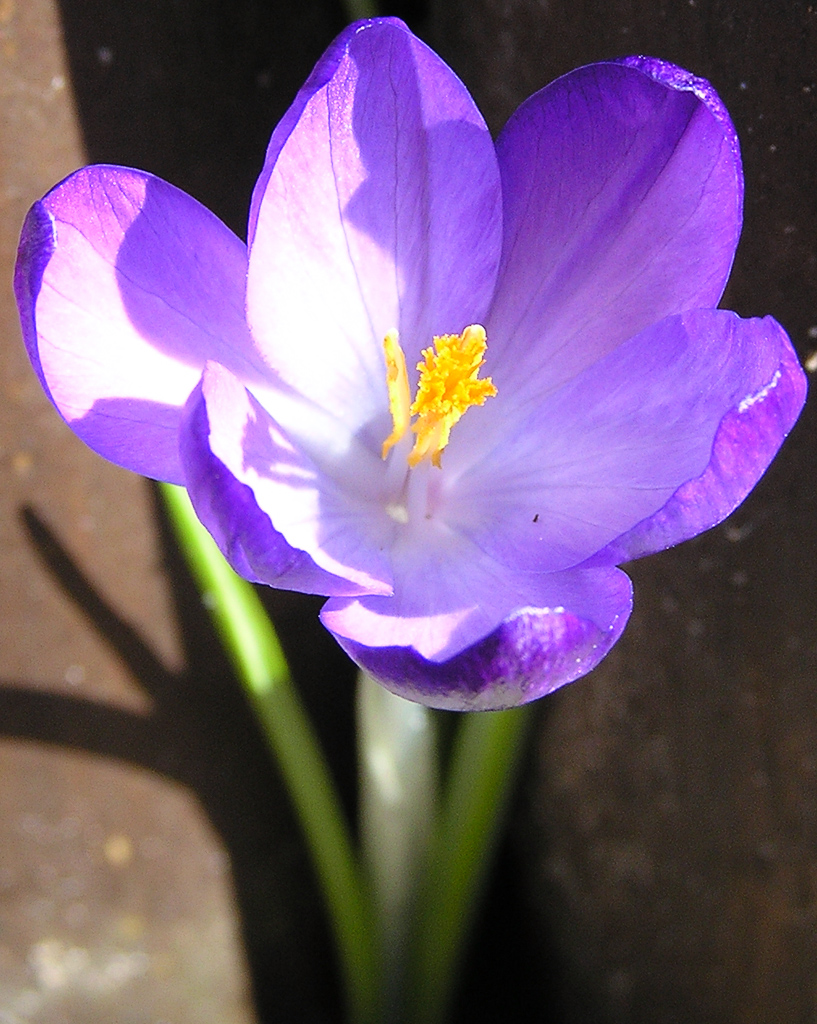
Flor del género Crocus
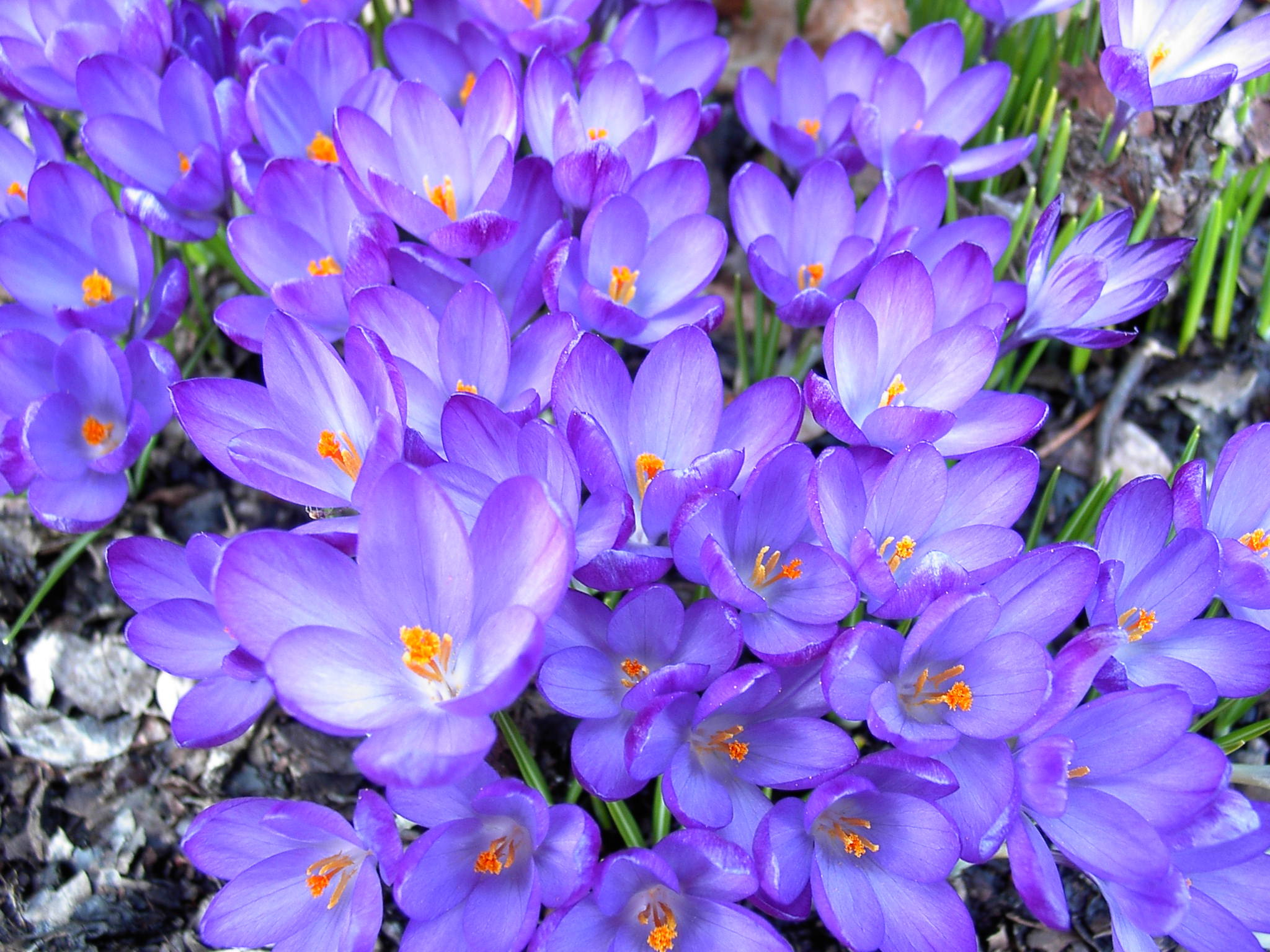
Grupo de Crocus en floración
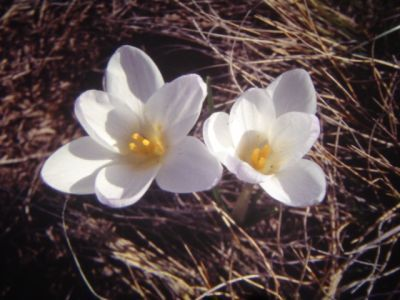
Crocus carpetanus